# Kramiek

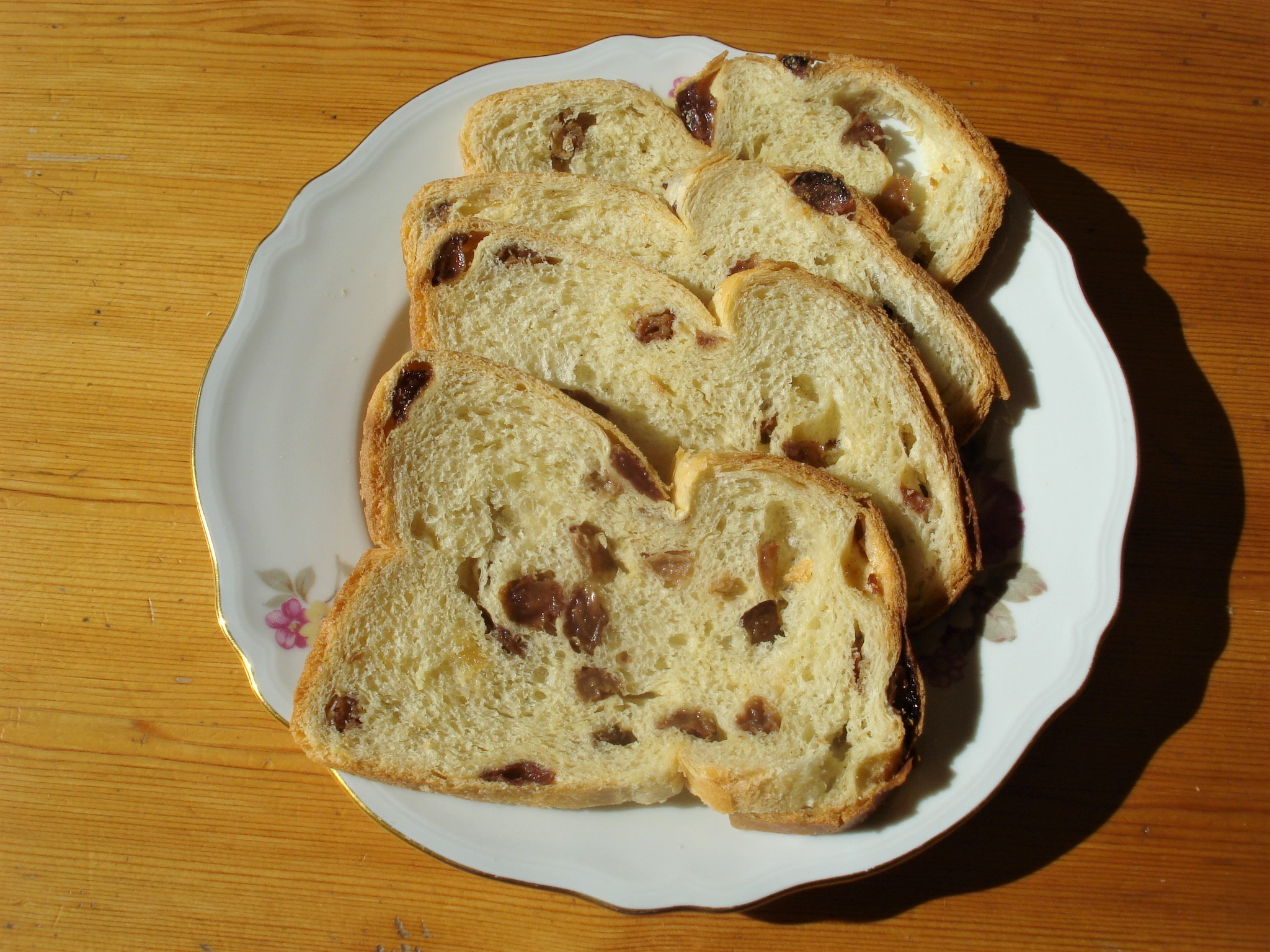
Kramiek

Een kramiek (of cramique in het Frans) is een Belgisch zoet brioche-brood gevuld met rozijnen. Het is vergelijkbaar met een Nederlands rozijnenbrood. Het komt oorspronkelijk uit België waar het in zowel Vlaanderen, Wallonië als Brussel wordt gegeten, maar ook in Luxemburg en in het noorden van Frankrijk vindt men deze broden. 
Kramiek wordt meestal bij het ontbijt gegeten, in plakken gesneden en besmeerd met boter en jam. Men eet het ook wel onbelegd, of serveert geroosterde sneetjes kramiek bij foie gras.
Naast de traditionele kramiek met rozijnen wordt het brood ook wel gevuld met kandijsuiker, kaneel of stukjes chocolade.